# Pozsonyi Rendőrakadémia
A Pozsonyi Rendőrakadémia (szlovákul: Akadémia Policajného zboru v Bratislave) állami főiskola Pozsonyban, Szlovákiában. Elsősorban a Szlovák Rendőrség tagjai számára biztosít felsőfokú képzést, emellett azonban más biztonsági szervek tagjai és civilek is tanulhatnak az iskolán. 1992. október 1-jén kezdte meg a működését egy ez évi rendelet alapján. Az akadémia rektora 2014. augusztus 27. óta Lucia Kurilovská.
Az akadémia épületében 2012. június 27-én razziát tartottak a szlovák rendőrség korrupcióellenes részlegének tagjai az egyetemre érkező európai támogatások hűtlen kezelése miatt. Június 28-án letartóztatták az egyetem rektorát, Václav Krajníkot, valamint egy rektorhelyettest és a főiskola kvesztorát. A nyomozás során lefoglalt szervereken bizonyítékokat találtak a felvételi eljárás alatt végbement megvesztegésre is. A feltárt információk szerint a felvett diákok negyedének, 29 diáknak a felvételi tesztjét kicserélték a helyes válaszokkal megjelölt válaszadó lapra. Az így felvett diákokat kizárták az iskolából. Az ügy nyomán az egyetemi szenátus július 4-én leváltotta Václav Krajník rektort, aki július 9-én közölte lemondását Robert Kaliňák belügyminiszterrel. A döntést Ivan Gašparovič köztársasági elnök július 26-án erősítette meg. Krajníkot hivatali hatáskörrel való visszaélésért és kenőpénz elfogadásáért 2015-ben feltételes büntetésre ítélték.
A botrány után Štefan Kočant bízták meg az akadémia vezetésével. Lucia Kurilovskát Robert Kaliňák belügyminiszter jelölte a pozícióra 2013 áprilisában, ám Ivan Gašparovič államfő nem volt hajlandó kinevezni az új rektort, mivel Kurilovská kritizálta őt, amiért nem nevezte ki Jozef Čentéšt főügyésznek. Kurilovskát végül Andrej Kiska nevezte ki 2014. augusztus 27-én.
2019. október 28-án az egyetem területén kommandósok tartottak razziát, amiért az egyik oktató állítólag megpróbált elintézni egy sikeres vizsgát egy diáknak. A főiskola vezetését azonban nem értesítették előre az akcióról, amelyet az akadémiai szabadság megsértéséért és rendőri túlkapásért ért kritika. A bevetés törvényszerűségét a rendőrség megvizsgálta, de további vizsgálódásra nem került sor, és a bevetésből kifolyólag sem született vádemelés.

## Tanszékek
Az akadémia nem tagolódik karokra, csupán tanszékekre :
- Rendőrtudományi Tanszék (Katedra policajných vied)
- Európai Integrált Határvédelem Tanszék (Katedra európskeho integrovaného riadenia hraníc)
- Bűnügyi Rendészet Tanszék (Katedra kriminálnej polície)
- Nyomozás Tanszék (Katedra vyšetrovania)
- Kriminalisztika és Bűnügyi Tudományok Tanszék (Katedra kriminalistky a forenzných vied)
- Kriminológiai Tanszék (Katedra kriminológie)
- Büntetőjogi Tanszék (Katedra trestného práva)
- Közigazgatási Jogi Tanszék (Katedra správneho práva)
- Informatika és Menedzsment Tanszék (Katedra informatiky a manažmentu)
- Közigazgatás és Kríziskezelés Tanszék (Katedra verejnej správy a krízového manažmentu)
- Közjogtudományi Tanszék (Katedra verejnosprávnych vied)
- Magánjogtudományi Tanszék (Katedra súkromnoprávnych vied)
- Társadalomtudományi Tanszék (Katedra spoločenských vied)
- Nyelvi Tanszék (Katedra jazykov)
- Testnevelés és Sport Tanszék (Katedra telesnej výchovy a športu)

## Híres hallgatók
- Tibor Gašpar – rendőrfőnök 2012 és 2018 között
- Jaroslav Spišiak – rendőrfőnök 2010 és 2012 között